# 스노트
스노트(Snort)는 자유-오픈 소스 네트워크 침입 차단 시스템(NIPS: Network Intrusion Prevention System)이자, 네트워크 침입 탐지 시스템(NIDS: Network Intrusion Detection System)으로서, 마틴 로시가 1998년에 개발하였다. 스노트는 현재 로시가 창립자이자 개발자인 Sourcefire에 의해 개발되고 있으며, 2013년 이후로 시스코 시스템즈가 소유 중이다.

## 사용
스노트의 오픈 소스 네트워크 기반 침입 탐지 시스템(NIDS)은 실시간 트래픽 분석과 IP에서의 패킷 로깅을 수행하는 능력을 갖는다. 스노트는 프로토콜 분석, 내용 검색 그리고 매칭을 수행한다.
이 프로그램은 또한 조사나 공격을 탐지하는데 사용될 수 있다. 이러한 조사나 공격으로는 공용 TCP/IP 스택 핑거프린팅, 공용 게이트웨이 인터페이스, 버퍼 오버플로, 서버 메시지 블록 조사 그리고 스텔스 포트 스캔 등이 있다.
스노트는 세 주요 모드로 설정될 수 있다. 스니퍼, 패킷 로거 그리고 네트워크 침입 탐지가 그것이다. 스니퍼 모드에서 프로그램은 네트워크 패킷을 읽고 콘솔에 보여준다. 패킷 로거 모드에서 프로그램은 패킷을 디스크에 기록한다. 침입 탐지 모드에서 프로그램은 네트워크 트래픽을 모니터하고 사용자에 의해 정의된 규칙에 반하는지를 분석한다. 프로그램은 그 후 특정한 동작을 수행한다.

### 서드 파티 툴들
관리, 리포팅, 성능 그리고 로그 분석을 위해 스노트에 접속하는 여러 서드 파티 툴들이 존재한다.
- Snorby – GPLv3 루비 온 레일즈 애플리케이션[13] : https://www.threatstack.com
- BASE
- Sguil (무료)
- Aanval (상용)

## 같이 보기
- IPS
- IDS
- NIDS
- 메타스플로이트 프로젝트
- Nmap
- 와이어샤크